# Paolo Poli
Paolo Poli (Firenze, 23 maggio 1929 – Roma, 25 marzo 2016) è stato un attore, regista teatrale e cantante italiano.
Attivo principalmente in teatro, proponeva spettacoli caratterizzati da una forte connotazione comica, rifacendosi alle commedie brillanti, surreali e oniriche. Poli recitava spesso en travesti.

## Biografia

Paolo Poli in gioventù

Figlio di un carabiniere e di una maestra, fratello di Lucia Poli nonché zio del musicista Andrea Farri (compositore di colonne sonore cinematografiche), dopo aver conseguito all'Università di Firenze la laurea in letteratura francese (con una tesi su Henry Becque) cominciò ad affermarsi intorno agli anni cinquanta: i primi esordi furono nei piccoli teatri cittadini, come a La Borsa di Arlecchino di Genova, piccolo teatro d'avanguardia in via XX Settembre (nato anche grazie ad Aldo Trionfo).
Qui Poli iniziò a farsi notare per la sua pungente ironia, il suo garbato istrionismo, la sua vena poetica e surreale contornata da momenti comici e giochi linguistici apprezzati anche da capocomici illustri come Tina Pica e Polidor, con i quali ebbe modo di lavorare. Nei primi anni sessanta fu protagonista di una trasmissione televisiva sulla Rai in cui leggeva delle favole per bambini, tratte da Esopo e da famosi racconti letterari. Lavorò inoltre con Sandra Mondaini in Canzonissima e fu testimonial del Bitter Campari all'interno di Carosello.
Rifiutò, come lui stesso raccontava, una parte in 8½ propostagli dall'amico Federico Fellini. Rarissime furono le sue apparizioni cinematografiche, con l'eccezione della sua partecipazione al documentario a tematica omosessuale Felice chi è diverso (2014) di Gianni Amelio. Fu proprio lui, sul finire degli anni sessanta, a scoprire un giovanissimo Marco Messeri: i due collaboreranno continuativamente negli anni a venire.
Diresse come regista e fu principale attore di varie opere teatrali, fra cui Aldino mi cali un filino, Caterina De Medici, L'asino d'oro, I viaggi di Gulliver, La leggenda di San Gregorio, Il coturno e la ciabatta, La nemica, Sillabari e soprattutto Rita da Cascia, che, dando una lettura comica e irriverente della storia di Santa Rita, diede vita a molte polemiche, con Oscar Luigi Scalfaro che presentò un'interrogazione parlamentare sul caso.
Recitò anche in vari audiolibri, tra cui un'edizione di Pinocchio, edita nel 1968 da Fratelli Fabbri Editori e composta da 21 dischi a 45 giri, e l'audiolibro integrale delle ricette di Pellegrino Artusi, edito da Emons Audiolibri per un totale di quasi 25 ore. Coltivò inoltre la carriera di cantante, pubblicando un primo singolo nel 1960 e in seguito diversi album veri e propri.
Con la sorella Lucia, anche lei attrice teatrale e cinematografica, a partire dagli anni settanta interpretò quattro spettacoli teatrali e lo sceneggiato I tre moschettieri, con Marco Messeri e Milena Vukotic. Morì il 25 marzo 2016 all'ospedale Fatebenefratelli di Roma, dove era ricoverato da circa un mese per un'ischemia cerebrale. Dopo la cremazione, le sue ceneri riposano accanto al fratellino Cesare morto a soli quattro anni a Firenze nel cimitero monumentale delle Porte Sante della basilica di San Miniato al Monte.

## Vita privata
Come da lui stesso raccontato in convegni pubblici sulla sua personalità artistica, Poli visse da non-sfollato la Firenze dell'occupazione nazista, cominciando nei primi anni quaranta ad approfondire la propria passione per il travestimento, anche in occasione di balli pubblici. In Italia, fu uno dei primi personaggi pubblici dichiaratamente omosessuali.
Affermò di essere favorevole ai matrimoni omosessuali, pur considerandoli "noiosi" e non essendo personalmente interessato a usufruire del diritto.
La sorella Lucia Poli è attrice teatrale e cinematografica, e il nipote Andrea Farri compositore.

## Filmografia

### Cinema
- Le due orfanelle, regia di Giacomo Gentilomo (1954)
- Gli amori di Manon Lescaut, regia di Mario Costa (1955)
- Non c'è amore più grande, regia di Giorgio Bianchi (1955)
- Camping, regia di Franco Zeffirelli (1958)
- Cronache del '22, episodio Giorno di paga, regia di Guidarino Guidi (1961)
- Per amore... per magia..., regia di Duccio Tessari (1967)
- H2S, regia di Roberto Faenza (1969)
- L'asino d'oro: processo per fatti strani contro Lucius Apuleius cittadino romano, regia di Sergio Spina (1970)
- La piazza vuota, regia di Beppe Recchia (1971)
- Le braghe del padrone, regia di Flavio Mogherini (1978)
- Felice chi è diverso, regia di Gianni Amelio (2014)
- Iqbal - Bambini senza paura, animazione, doppiaggio (2015)

### Televisione
- Tutto da rifare pover'uomo, regia di Eros Macchi – miniserie TV (1960)
- Madama di Tebe, operetta di Carlo Lombardo, regai di Alberto Gagliardelli, trasmessa il 16 agosto 1961.
- Questa sera parla Mark Twain, regia di Daniele D'Anza – miniserie TV (1965)
- Ricordati di Cesare, regia di Alessandro Brissoni - teatro (1962)
- Champignol senza volerlo, regia di Silverio Blasi - teatro (1963)
- Gli equivoci di una notte, regia di Edmo Fenoglio - teatro (1964)
- Chi non prova non ci crede, regia di Carlo Di Stefano (1968)
- Till Eulenspiegel – serie TV (1969)
- Il Re non fa per me, regia di Massimo Scaglione – serie TV (1969)
- Al cavallino bianco regia di Vito Molinari – miniserie TV (1974)
- La strana storia del dottor White e del signor Black, regia di Norman Mozzato – film TV (1975)
- I tre moschettieri, regia di Sandro Sequi – miniserie TV (1976)
- Racconti di fantascienza - episodio La crisalide, regia di Alessandro Blasetti – miniserie TV (1979)
- Viaggio a Goldonia, regia di Ugo Gregoretti – miniserie TV (1982)
- Cinquant'anni d'amore, regia di Vito Molinari – miniserie TV (1982)

## Teatro

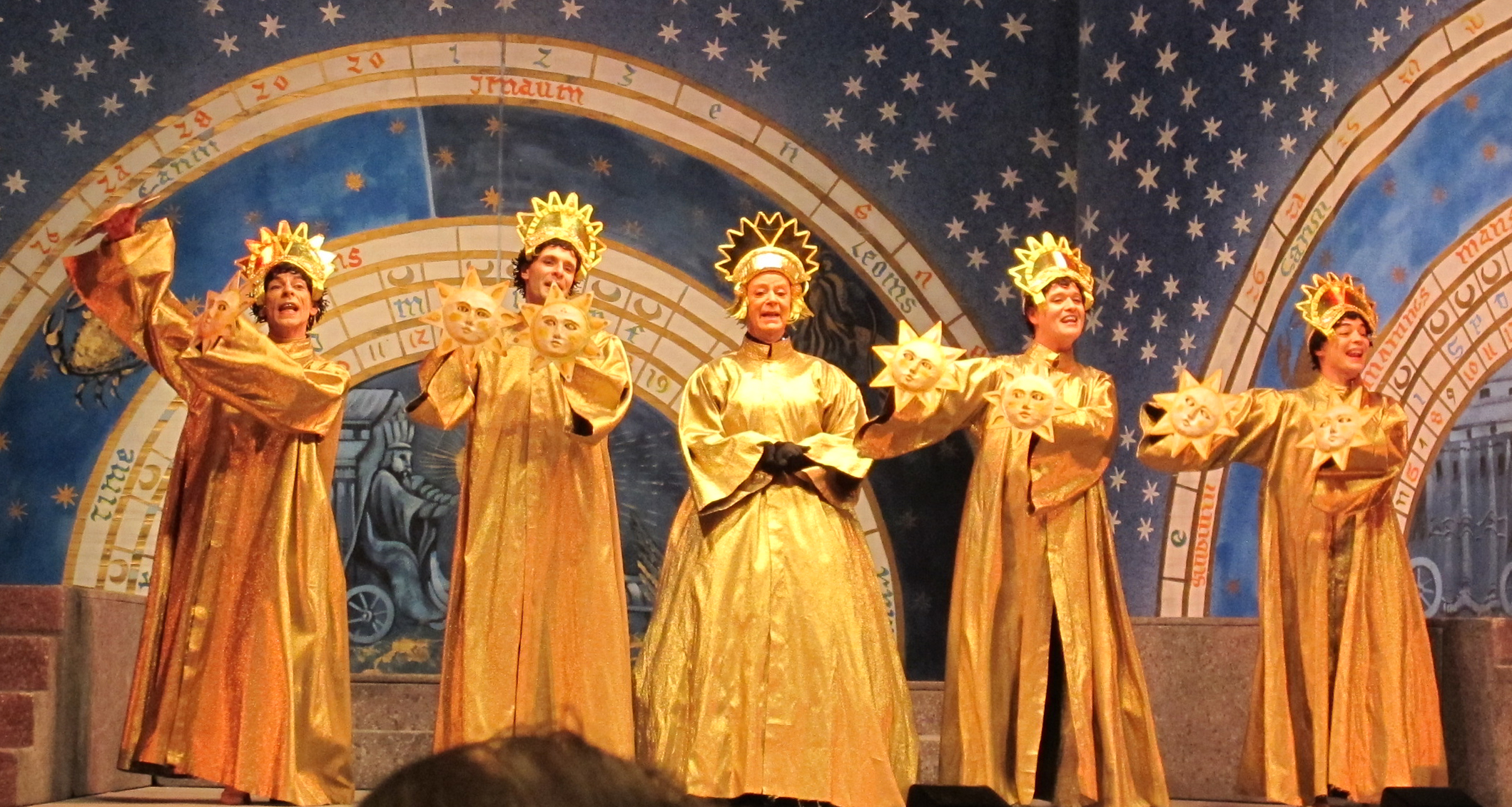
Paolo Poli e la sua compagnia in Aquiloni, 2012

- 1958 - Finale di partita di Samuel Beckett
- 1959 - Sorveglianza speciale di Jean Genet
- 1960 - Mamma voglio il cerchio
- 1960 - Il novellino, da Masuccio Salernitano
- 1962 - Il Diavolo, da Gregorio Magno, Machiavelli, Marchese de Sade, Vincenzo Monti, Cesare Pavese
- 1963 - Paolo Paoli di Arthur Adamov
- 1964 - Il mondo d'acqua di Aldo Nicolaj
- 1964 - Il candelaio di Paolo Poli e Ida Omboni, da Giordano Bruno (con Maria Monti)
- 1965 - Un Milione, da Sergio Tofano
- 1966 - Rita da Cascia
- 1967 - Il suggeritore nudo di Filippo Tommaso Marinetti
- 1968 - La nemica di Dario Niccodemi
- 1968 - Brasile, con Marco Messeri
- 1969 - Tito Andronico, con Marco Messeri
- 1969 - La rappresentazione di Giovanni e Paolo
- 1969 - Carolina Invernizio
- 1970 - La vispa Teresa
- 1971 - Soirée Satie
- 1971 - L'uomo nero
- 1972 - Giallo!!! di Ida Omboni e Paolo Poli
- 1973 - Apocalisse
- 1975 - Femminilità
- 1976 - Rosmunda di Vittorio Alfieri, con Marco Messeri
- 1978 - Mezzacoda
- 1979 - Mistica, da Antonio Fogazzaro
- 1980 - Il Morino di Bruno Carbocci, con Marco Messeri
- 1981 - Paradosso, da Denis Diderot, Aldo Palazzeschi e Guido Gozzano
- 1982 - Bus, da Esercizi di stile di Raymond Queneau
- 1983 - Magnificat
- 1985 - Cane e gatto, da Aldo Palazzeschi, Tommaso Landolfi, Riccardo Bacchelli e Alberto Moravia
- 1986 - Farfalle, da Guido Gozzano
- 1988 - I legami pericolosi, da Choderlos de Laclos (con Milena Vukotic)
- 1990 - Il coturno e la ciabatta, da Alberto Savinio
- 1992 - La leggenda di San Gregorio, da Hartmann von Aue
- 1994 - L'asino d'oro, da Apuleio
- 1997 - I viaggi di Gulliver, da Jonathan Swift (con Pino Strabioli)
- 1999 - Caterina De Medici, dalla Reine Margot di Dumas
- 2000 - Il tranello di Medusa di Erik Satie
- 2001 - Aldino mi cali un filino, da Aldo Palazzeschi
- 2002 - Jacques il fatalista, da Denis Diderot
- 2004 - Il ponte di San Luis Rey, da Thornton Wilder
- 2006 - Sei brillanti, da Mura (Maria Volpi Nannipieri), Paola Masino, Irene Brin, Camilla Cederna, Natalia Aspesi ed Elena Gianini Belotti
- 2007 - Favole, da Charles Perrault e Jeanne-Marie Leprince de Beaumont
- 2008 - Sillabari, da Goffredo Parise
- 2010 - Il Mare, da Anna Maria Ortese
- 2012 - Aquiloni, liberamente tratto da Giovanni Pascoli

## Televisione
- Souper, regia di Vito Molinari (1960)
- Ricordati di Cesare, commedia di Gordon Daviot, regia di Alessandro Brissoni, trasmessa il 9 settembre 1962.
- Babau, regia di Vito Molinari (1976)
- E lasciatemi divertire con Pino Strabioli (Rai 3, 2015)

## Radio
- Sakuntala di Kālidāsa, regia di Corrado Pavolini, trasmessa il 12 giugno 1953.
- Il vecchio quartiere francese di New Orleans di Clara Falcone, regia di Amerigo Gomez, trasmessa il 6 agosto 1956.
- Lettura integrale del romanzo Sorelle Materassi di Aldo Palazzeschi nella trasmissione Il Terzo Anello - Ad Alta Voce su Rai RadioTre
- Lettura integrale del romanzo Il codice di Perelà di Aldo Palazzeschi nella trasmissione Il Terzo Anello - Ad Alta Voce su Rai RadioTre
- Le interviste impossibili, Umberto Eco intervista Erostrato, Rai RadioDue (1974)
- Le interviste impossibili, Luigi Malerba intervista Epicuro, Rai RadioDue (1974)
- Le interviste impossibili, Luigi Malerba intervista Eliogabalo, Rai RadioDue (1974)
- Le interviste impossibili, Giorgio Manganelli intervista Leopoldo Fregoli, Rai RadioDue (1974)
- Le interviste impossibili, Nelo Risi intervista Lewis Carroll (con Milena Vukotic), Rai RadioDue (1974)

## Opere letterarie
- Ida Omboni e Paolo Poli, Rita da Cascia, Milano Libri, Milano (1967)
- Ida Omboni e Paolo Poli, Carolina Invernizio, Milano Libri, Milano (1970)
- Paolo Poli, Telefoni bianchi e camicie nere (contiene i testi degli spettacoli L'uomo nero e Femminilità di Ida Omboni e Paolo Poli), Garzanti, Milano (1975)
- Ida Omboni e Paolo Poli, Giallo!, A. Mondadori, Milano (1977)
- Ida Omboni e Paolo Poli, Mistica..., Editori del Grifo, Montepulciano (1980)
- Ida Omboni e Paolo Poli, Giuseppe Giuseppe! - filastroccario verdiano, Editori del Grifo, Montepulciano (1981)
- Paolo Poli, Siamo tutte delle gran bugiarde. Conversazione con Giovanni Pannacci, Giulio Perrone editore, Roma (2009)
- Paolo Poli con Pino Strabioli, Sempre fiori mai un fioraio. Ricordi a tavola, Rizzoli, Milano (2013)
- Paolo Poli, Alfabeto Poli, a cura di Luca Scarlini, Einaudi, Torino (2013)
- Paolo Poli, Il teatro della leggerezza. Libretti di sala  a cura di Mariapia Frigerio, Marietti 1820 Editore, Bologna (2018)

## Discografia parziale

### Album in studio
- 1965 - Le canzoni del Diavolo (con Maria Monti)
- 1967 - La mossa! - Canzoni del primo 900 presentate da Paolo Poli
- 1973 - Aldo Palazzeschi - Poesie, La voce dei poeti, collana diretta da Folco Portinari, Fonit Cetra.
- 1975 - Femminilità (con Lucia Poli, Jole Silvani, Graziella Porti, Stefano Gragnani, Pierino Dotti)
- 1979 - Mezzacoda (con Jacqueline Perrotin)
- 1982 - Mistica... (con Ida Omboni)
- 1982 - Soirée Satie (con Antonio Ballista)
- 1983 - I Raccontastorie
- 1985 - Cane e Gatto!!! (con Lucia Poli)
- 1987 - Farfalle!
- 1993 - Prokoviev - Pierino e il lupo/Poulenc - Storia di Babar l'elefantino
- 1996 - Geneviève De Brabant (con Mariella Devia, Davide Bassino, Andrea Tedesco)
- 2006 - In compagnia di Paolo Poli
- 2010 - Aldo Palazzeschi - Letture di Paolo Poli
- Al Cavallino Bianco - La danza delle libellule (con Orchestra Gallino, Cesare Gallino, Romana Righetti, Elena Sedlak, Franco Artioli, Angiolina Quinterno)

### Raccolte
- Le più belle canzoni di Paolo Poli per i più piccini
- Original Album Series

### Singoli
- 1961 - Ballata dell'uomo ricco/Ballata del pover'uomo (con Laura Betti)
- 1962 - La Gigiotta/La Lisetta
- 1966-1970 - Pinocchio

### Audiolibri
- 1976 - Rita da Cascia (con Ida Omboni)
- 2010 - Il violino del Signor Stradivari di Paola Pacetti
- 2014 - La scienza in cucina e l'arte di mangiar bene di Pellegrino Artusi
- 2015 - I Promessi Sposi di Alessandro Manzoni
- 2016 - Kamasutra

## Riconoscimenti
- Premio Flaiano Sezione teatro[12]
  - 1996 – Alla carriera